# Listă de conducători ai Coreei de Nord
Aceasta este o listă de conducători ai Coreei de Nord. Uneori aceștia sunt numiți familia Kim, dinastia Kim sau, în propaganda oficială, Linia de sânge Muntele Paektu, din timp ce aceștia fac parte din aceeași familie. 

## Conducători
| Conducător  | Caractere coreene | Perioadă       | Fotografie |
| ----------- | ----------------- | -------------- | ---------- |
| Kim Ir-sen  | 김일성            | 1948 - 1994    |            |
| Kim Jong-il | 김정일            | 1994 - 2011    |            |
| Kim Jong-un | 김정은            | 2011 - prezent |            |